# Kalitinggar Kidul
Kalitinggar Kidul is een bestuurslaag in het regentschap Purbalingga van de provincie Midden-Java, Indonesië. Kalitinggar Kidul telt 1392 inwoners (volkstelling 2010).